# Dirk Velghe (personage)
Dirk Velghe is een personage uit de Vlaamse ziekenhuisserie Spoed dat werd gespeeld door Robert de la Haye. Hij was een vast personage in 2000.

## Personage
Urgentiearts Dirk Velghe was net afgestudeerd en aan de slag gegaan in het team van Luc Gijsbrecht. Zijn vriendin Anneke is sinds jaar en dag de beste vriendin van zijn collega Barbara Dufour. Feit is dat Babs ook een oogje heeft op Dirk, en de twee belanden uiteindelijk in bed. Nadien maakt Dirk haar echter duidelijk dat hij Anneke trouw wil blijven. Wanneer Babs nadien alles opbiecht aan Anneke, betekent dit meteen het einde van hun hechte vriendschap.

### Vertrek
Dirk heeft al een hele tijd last van hoofdpijn en duizeligheid. Plots stort hij in elkaar op de spoedafdeling. Blijkt dat hij meerdere benigne gezwellen (lees: abcessen) aan de hersenen heeft en dringend geopereerd moet worden. Dit kan echter niet meer baten en hij belandt in een coma. Hij wordt lange tijd kunstmatig in leven gehouden, maar is in feite hersendood. Anneke wil niet dat Dirk als een plant leeft, en vraagt aan Babs om zijn leven te beëindigen. Na Dirks dood vinden ze troost bij elkaar en worden ze weer vriendinnen.

## Familie
- Anneke Wiels (partner)